# Nanostray2
Nanostray2(ナノストレイ2)は、2007年にMAJESCOから発売されたニンテンドーDS用シューティングゲーム。
海外のゲーム会社Shin'enが開発した。
前作Nanostray(ナノストレイ)は、日本向けに弾爵 -ダンシャク-として発売されている。

## 概要
沙羅曼蛇のように縦スクロールステージと横スクロールステージが存在する、シューティングゲームである。
ニンテンドーDSでは数少ないゲームジャンルである。
宇宙船を操り、宇宙要塞、渓谷、海上や海岸、生命体の内部など、様々な特徴のある8つのステージを、いろいろな武器を駆使して突破してゆくのが目的。
自機が敵や敵弾、地形などに接触するとミスとなり、残機を1機失う。
ミスしてもゲームの進行は止まらない(いわゆる「その場復活」)。
全ての機を失うとゲームオーバー。
自機、敵機、フィールドなどはすべて3Dモデルで制作されている。
上画面がSTG画面となっており、下画面では特殊武器を使用するためのエネルギーゲージなどが表示される。
各ステージ間のタイトル及びボス名は日本語で記述されているが、
日本人からみると違和感をおぼえる独特のセンスの名前が多い。
オンライン対応のスコアランキング機能も使用できる。
操作モードによっては、タッチペンで自機を動かすことができる。
従来どおりの十字ボタンによる自機移動も可能である。

## ステージのギミック
接触するとミスとなる地形はじめ、吹き出る炎、閉じる壁、その他いろいろなギミックが
各ステージごとに用意されている。
ギミックの内容にはレイディアントシルバーガンやグラディウスVなどの影響がみられる。
また、ステージには中ボス及びボスが存在し、それぞれ特徴的な攻撃を仕掛けてくる。

## ステージ前の設定
ステージごとに設定を行うことができる。
- 自機の移動速度

3つの速度から選択できる。
- 特殊武器

3種類(ステージクリアごとに新しい武器が得られ、6種類まで増える)の武器のうち、どれを使うか選ぶことができる。
- サテライト

サテライト(いわゆるオプション。後述)の配置場所及び射撃方向を設定できる。

## サテライト
敵編隊を倒すと出現するアイテムにより、
自機と一緒に攻撃をしてくれるサテライト(いわゆるオプション)を2つまで装備できる。
これにより敵を破壊しやすくなり、いろいろな方向に撃てるようになる。
サテライトには3つのフォーメーションがあり、
ステージ中には、3つのフォーメーション(サテライトの配置場所及び射撃方向)を
LボタンまたはRボタンで切り替えることができる。
進行方向以外からも敵が出現するこのゲームにおいて重要な装備である。
サテライトの3つのフォーメーションは、ステージ開始前に細かく調整できる。
これにより、自分なりのフォーメーションを組み立てることができる。

## 特殊武器
専用のエネルギーを消費して、高威力や敵の追尾など様々な特徴のある
特殊武器を使うことができる。
どの特殊武器を使うかは、ステージ開始前に選択できる。
エネルギーがないときには使用できない。
エネルギーは敵編隊を倒すと出現するアイテムにより補給できる。
エネルギーが一杯のときに補給アイテムを取るとボーナス点が得られる。
- PULSE
- SEEKER
- RAYDION
- IONSTRIKE
- SHOCKMINES
- SPIN

## ゲームモード
モードは5種類ある。
- アドベンチャーモード

難易度を3段階選択して8ステージを通してプレイしていくモード。
ステージクリアごとにプレイ状態が保存され、電源を切っても続きをプレイできる
(コンティニュープレイ)。
コンティニュー回数には制限があり、0になると1ステージからプレイしなおしとなる。
- アーケードモード

8ステージの中から好きなステージを選ぶモード。
- チャレンジモード

「規定数以上のアイテムを取得する」「規定以上のスコアを取得する」「生き残る」
などの目標に挑戦するモード。プレイ時間は10秒～30秒、ミス可能な回数は0回～99回など
それぞれ目標ごとに異なる。
規定の目標をクリアすると、隠し要素の獲得、及び、より手応えのある目標の選択が可能になる。
- マルチプレイヤーモード

通信プレイヤーで友達と対戦するモード。
DSダウンロードプレイ（DSカードは1枚でOK）、
及び、ワイヤレスプレイ（DSカードは人数分必要）の両方に対応している。
- シミュレーターモード

チャレンジモードで一定の目標をクリアすると遊べる隠し要素。